# 後藤耕造
後藤 耕造（ごとう こうぞう、1894年（明治27年）9月30日 - 没年不詳）は、日本の内務官僚。住宅営団理事。

## 経歴
愛知県出身。1919年（大正8年）、高等試験に合格し、翌年に京都帝国大学法学部英法科を卒業した。千葉県属、同警視、和歌山県理事官、同事務官、新潟県事務官、石川県書記官・学務部長、北海道庁学務部長、佐賀県書記官・警察部長を歴任。1939年（昭和14年）より三重県書記官・総務部長、広島県書記官・総務部長、北海道庁総務部長を務めた。
1941年（昭和16年）に退官した後は、住宅営団理事・大阪支所長となった。
戦後は京都市助役を務めた。

## 栄典
- 1940年（昭和15年）8月15日 - 紀元二千六百年祝典記念章[4]